# Jean Rataud
Pour les articles homonymes, voir Rataud.
Jean Rataud de Chalvain, né le 9 avril 1752 à Argenton, mort le 11 mai 1831 à Paris, est un magistrat et homme politique français.

## Biographie
Jean Rataud est le fils d'Étienne Rataud de Mussin, greffier au grenier à sel d'Argenton, entreposeur du tabac à La Charité-sur-Loire, et de Marie Devallentienne. Il est le père de Marc-Aurèle Rataud, maire du 5e arrondissement de Paris, et le beau-père d'Étienne Louis Benoist de La Grandière.
Propriétaire à Montereau, puis maire de cette ville à la création des municipalités, il est élu, le 1er septembre 1791, député de Seine-et-Marne à l'Assemblée législative. Il fait partie des comités de la dette publique, de la caisse extraordinaire et des finances, et, après la déchéance du roi, prête le serment de fidélité à la Constitution, le 28 août 1792. 
Nommé juge au tribunal civil de Melun le 18 octobre 1795, commissaire du gouvernement près le tribunal de Melun le 15 août 1796, et juge au Tribunal de cassation le 8 septembre 1797, il est élu, le 23 germinal an V, député de Seine-et-Marne au Conseil des Cinq-Cents, par 139 voix (184 votants). Il ne s'y fait pas remarquer, protesta contre le 18 brumaire, et vécut dès lors dans la retraite.

## Sources
- « Jean Rataud », dans Adolphe Robert et Gaston Cougny, Dictionnaire des parlementaires français, Edgar Bourloton, 1889-1891 [détail de l’édition]